# Morristown (New Jersey)
Pour les articles homonymes, voir Morristown.
La ville de Morristown est le siège du comté de Morris, situé dans le nord de l'État du New Jersey, aux États-Unis. En 2010, elle compte 18 411 habitants.
Morristown est parfois surnommée « capitale militaire de la Révolution américaine », du fait du rôle stratégique qu'elle a tenu pendant la guerre d'indépendance contre la Grande-Bretagne. Des traces de cette histoire restent visibles en de nombreux points de la ville, l'ensemble formant le Parc historique national de Morristown.

## Géographie
Morristown se trouve dans le nord de l'État du New Jersey et fait également partie de l'agglomération new-yorkaise.

## Démographie
D'après les chiffres du recensement de 2010, la ville compte 18 411 habitants répartis en 7 417 foyers et 3 652 familles. La répartition ethnique se fait pour l'essentiel entre Blancs à 62,5 % et Noirs à 14 % ; par ailleurs, 34 % des habitants se déclarent hispaniques ou latinos.
Pour la période 2006-2010, 9,5 % des habitants (10,2 % des familles) se situent sous le seuil de pauvreté.

## Histoire
Les Lenapes y habitent depuis 6000 ans. Les premiers habitants européens sont suédois et hollandais au XVIIe siècle.
En 1715, la ville est fondée par des Presbytériens de Southold, New York à Long Island et New Haven, Connecticut, (comme New Hanover),.
La ville tient son nom de Lewis Morris, frère de Gouverneur Morris, issus de la Famille Morris (New Jersey).
George Washington y installe son premier quartier général, en 1777. Le Marquis de Lafayette lui rend visite à Morrisotown pour lui assurer le soutien militaire de la France.
Alexander Hamilton y épouse Elizabeth Schuyler Hamilton,.
Samuel Morse et Alfred Vail y construisent le premier télégraphe en 1838 (premier message transmis:  A patient waiter is no loser).

## Économie
Le Morristown Medical Center, un centre médical universitaire, est le plus grand employeur de la ville.

## Patrimoine
- Manoir Ford
- Morristown National Historical Park

## Personnalités liées à la ville
- Deux Premières Dames américaines sont originaires de Morristown : Caroline C. Fillmore (1813–1881), l'épouse du Président Millard Fillmore[11], et Anna Harrison (1775–1864), l'épouse du Président William Henry Harrison et grand-mère du Président Benjamin Harrison[12].
- Kenneth Agostino joueur de hockey évoluant avec les Flames de Calgary
- Louisa Chirico, joueuse de tennis américaine.
- Peter Dinklage, ayant joué dans la série Game of Thrones.
- Linda Hunt, actrice.
- Joe Dante, réalisateur, y est né.
- Tom Verlaine (1949-2023), chanteur américain et guitariste de rock.

## Source
- (en) Cet article est partiellement ou en totalité issu de l’article de Wikipédia en anglais intitulé « Morristown, New Jersey » (voir la liste des auteurs).

1. 1 2  Chiffres du Bureau américain du recensement pour 2010
2. ↑  (en) Melvin J. Weig et Vera B. Craig, Morristown: A Military Capital of the American Revolution, National Park Service, 1950 (lire en ligne)
3. ↑  Les chiffres peuvent dépasser 100 %, car certaines personnes déclarent appartenir à plusieurs groupes à la fois : par exemple, noir et latino.
4. ↑  Estimations basées sur les enquêtes économiques de la période 2006-2010
5. ↑  Nye, Melinda. "Panning for Old", Skylands Visitor. Accessed December 19, 2012.
6. ↑  Staff. "Morristown Timeline", Daily Record (Morristown), March 23, 2000. Accessed July 19, 2012. "1715 - The Green is established as the center of the community of Morristown, then known as West Hanover, or New Hanover.... 1740 - Morris County separates from Hunterdon County and about half of the new county becomes the Township of Morris. As the most promising village in the county, West Hanover changes its name to Morristown, in honor of Lewis Morris, the first governor of the colony of New Jersey after it separated from New York."
7. ↑  Cheslow, Jerry. "If You're Thinking of Living In /Morristown, N.J.; Presence of the Past in a Lively Downtown", The New York Times, October 31, 1999. Accessed July 19, 2012. "The downtown radiates from a trapezoidal green that was set aside by the town's first Presbyterian settlers, who arrived from New England in 1715."
8. ↑  Staff. "Continental Army Froze, Starved, at Morristown", Hartford Courant, February 23, 1963. Accessed July 19, 2012. "The Marquis de Lafayette arrived in Morristown to tell Washington that France was sending America six ships and 6,000 well-trained troops."
9. ↑  New Jersey and National Registers of Historic Places - Morris County « https://web.archive.org/web/20121024131210/http://www.state.nj.us/dep/hpo/1identify/nrsr_lists/morris.pdf »(Archive.org • Wikiwix • Archive.is • Google • Que faire ?), 24 octobre 2012, New Jersey Department of Environmental Protection Historic Preservation Office, updated January 22, 2015. Accessed September 8, 2015.
10. ↑  Olyphant Place, house, Dr. Jabez Campfield's house, not dated, Morristown, NJ, Morristown & Morris Township Public Library, The North Jersey History & Genealogy Center . Accessed August 20, 2011.
11. ↑   Caroline, la seconde femme de Millard Fillmore, ne l'épousa cependant qu'après son mandat. Voir « Caroline Carmichael McIntosh Fillmore », Buffalo Architecture and History.
12. ↑  Gertrude Zeth Brooks, « The First Ladies Of The Nation », Reading Eagle, 9 septembre 1960.